# Anselm Hollo

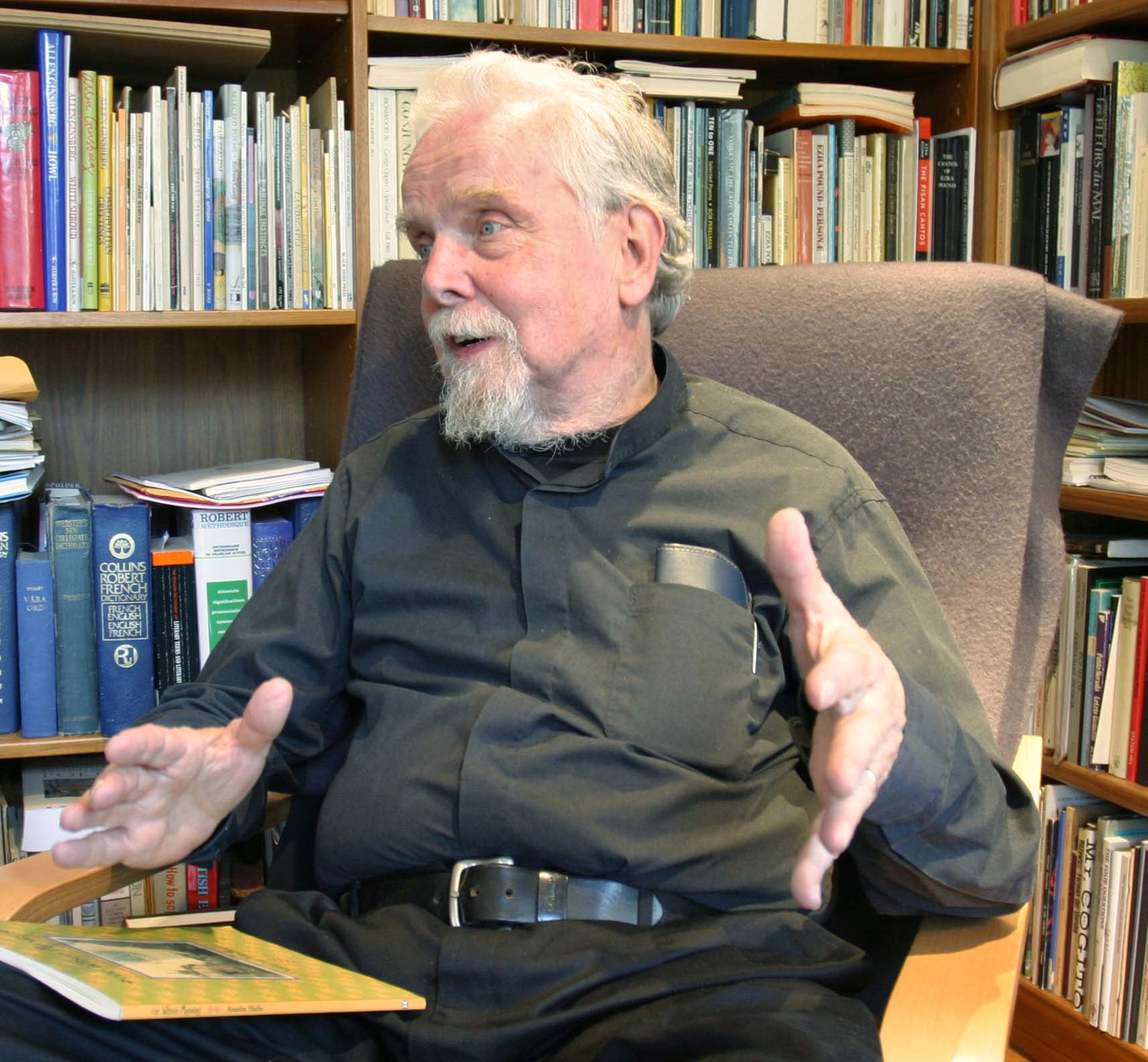
Anselm Hollo (2005)

Paavo Anselm Aleksis Hollo (* 12. April 1934 in Helsinki; † 29. Januar 2013) war ein finnischer Dichter und literarischer Übersetzer. Er lebte seit 1967 in den Vereinigten Staaten von Amerika; dort publizierte er unter dem Namen Anselm Paul Alexis Hollo.

## Leben

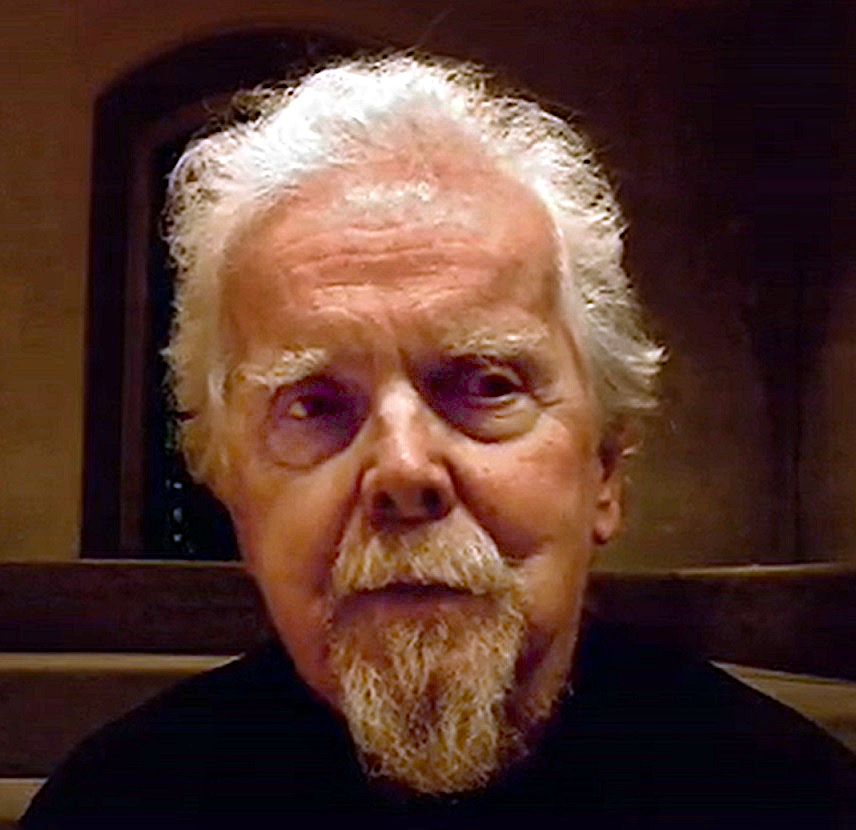
Anselm Hollo c. 2004

Paavo Anselm Aleksis Hollos Vater war Juho Aukusti (J. A.) Hollo (1885–1967), ein Professor für Philosophie an der Universität Helsinki, Schriftsteller, Essayist und führender Übersetzer ins Finnische. Seine Mutter, Iris Antonina Anna Walden, war Musiklehrerin. Sie ist die Tochter des bekannten Chemikers Paul Walden.
Anselm Hollo lebte acht Jahre lang in Großbritannien, mit seiner ersten Frau, der Dichterin Josephine Clare und ihren drei Kindern Hannes, Kaarina und Tamsin. Er wanderte in den späten 1960er Jahren in die USA aus und wohnte mit seiner neuen Familie in Boulder (Colorado). Er war in zweiter Ehe mit der Künstlerin Jane Dalrymple-Hollo verheiratet.
Hollo veröffentlichte über vierzig eigene Gedichtbände, seine Dichtung war geprägt von der Beat Generation. Hollo war ein früher Übersetzer von Allen Ginsberg ins Deutsche. Mit Josephine Hollo übertrug er das Hauptwerk von William Carlos Williams, das fünfbändige Gedicht Paterson, ins Deutsche. Hollo übersetzte aus dem Schwedischen, Finnischen, Französischen und Deutschen ins Englische.
1965 trat er auf dem Underground-Festival International Poetry Incarnation in London auf. 2001 wurde er von Dichtern und Kritikern der University at Buffalo, The State University of New York zum Ehren-„Nicht-Erwählten“ ernannt, als Zeichen gegen die Ernennung von Billy Collins zum Erwählten Poeten und Lyrik-Berater der amerikanischen Kongressbibliothek (dem Poet Laureate Consultant in Poetry to the Library of Congress).
Hollo lehrte creative writing an achtzehn Universitäten und Colleges, u. a. an der State University of New York Buffalo, dem Iowa Writers' Workshop, der University of Colorado Boulder, seit 1989 an der Jack Kerouac School of Disembodied Poetics, an der Universität von Naropa, dort war er Ordentlicher Professor.
Der Komponist und Pianist Frank Carlberg hat Arbeiten von ihm vertont und die New Yorker Dichter Ted Berrigan and Alice Notley haben ihren Sohn Anselm Berrigan nach ihm benannt.

## Ehrungen
- 2004: Harold Morton Landon Translation Award
- Auszeichnung des San Francisco Poetry Centers für den besten Gedichtband des Jahres 2001: Notes on the Possibilities and Attractions of Existence: New and Selected Poems 1965–2000
- 1996: The Finnish Government Prize for Translation of Finnish Literature
- 1996: Gertrude Stein Award in Innovative American Poetry 1995–1996[5]
- 1979: National Endowment for the Arts und Poets Foundation Stipendien
- 1976: New York State Creative Artists' Public Service Award

## Werke (Auswahl)
- Maya. Cape Goliard Press, 1970, ISBN 978-0-670-46347-3 (englisch).
- Alembic Trigram Press 1972
- Sojourner Microcosms: New & Selected Poems 1959–1977. Blue Wind Press, 1977, ISBN 978-0-912652-39-9 (englisch).
- Finite Continued, Blue Wind Press 1980, ISBN 0-912652-68-3
- Corvus: poems. Coffee House Press, 1995, ISBN 978-1-56689-039-7 (englisch, google.com).
- Notes on the Possibilities and Attractions of Existence: Selected Poems 1965–2000. Coffee House Press, 2001, ISBN 978-1-56689-113-4 (englisch, google.com).

### Anthologien
- Michael Horovitz (Hrsg.): [[Children of Albion: Poetry of the Underground in Britain]]. Penguin Books, 1969 (englisch).
- Edward Lucie-Smith (Hrsg.): [[British Poetry since 1945]]. Penguin, 1970 (englisch).
- Jon Silkin (Hrsg.): Poetry of the Committed Individual. Penguin, 1973, ISBN 0-14-042159-9 (englisch).